# Liste der Wasserfälle in Schweden
Die Liste der Wasserfälle in Schweden enthält eine Auflistung der Wasserfälle in Schweden.
| Bild | Name                         | Nächster Ort  | Län                  | Fluss          | Fallhöhe gesamt | Größte freie Fallhöhe | Koordinaten          |
| ---- | ---------------------------- | ------------- | -------------------- | -------------- | --------------- | --------------------- | -------------------- |
|      | Brudslöjan                   | Sorsele       | Västerbottens län    |                |                 |                       | 65° 48′ N, 16° 55′ O |
|      | Danska fall                  | Simlångsdalen | Hallands län         | Assman         | 36 m            |                       | 56° 42′ N, 13° 8′ O  |
|      | Döda fallet/Gedungsen        | Hammarstrand  | Jämtlands län        | Indalsälven    | (35 m)          |                       | 63° 3′ N, 16° 31′ O  |
|      | Fettjeåfallet                | Klövsjö       | Jämtlands län        | Fettjean       | 60 m            |                       | 62° 30′ N, 14° 10′ O |
|      | Forsakar                     | Degeberga     | Skåne län            | Forsakarbäcken | 18 m            | 10,6 m                | 55° 49′ N, 14° 4′ O  |
|      | Hallamölla                   | Eljaröd       | Skåne län            | Verkeån        | 23 m            |                       | 55° 42′ N, 14° 1′ O  |
|      | Hammarforsen                 | Hammarstrand  | Jämtlands län        | Indalsälv      |                 |                       | 63° 6′ N, 16° 21′ O  |
|      | Hällingsåfallet              | Gäddede       | Jämtlands län        | Hällingsån     | 43 m            |                       | 64° 28′ N, 14° 10′ O |
|      | Hångstafallen                | Ljungaverk    | Västernorrlands län  | Ljungan        |                 |                       | 62° 29′ N, 16° 2′ O  |
|      | Helvetesfallet               | Orsa          | Dalarnas län         | Äman           |                 |                       | 62° 16' N, 14° 44' O |
|      | Högforsen                    | Los           | Gävleborgs län       | Voxnan         |                 |                       | 61° 45′ N, 14° 54′ O |
|      | Huskvarnafallet              | Huskvarna     | Jönköpings län       | Huskvarnaån    | 116 m           |                       | 57° 47′ N, 14° 17′ O |
|      | Jokkfall                     | Jokk          | Norrbottens län      | Kalix älv      |                 |                       | 66° 39′ N, 22° 42′ O |
|      | Kattilakoski                 | Niskanpää     | Norrbottens län      | Torne älv      |                 |                       | 66° 31′ N, 23° 46′ O |
|      | Martorpsfallen               | Götene        | Västra Götalands län |                |                 |                       | 58° 33′ N, 13° 21′ O |
|      | Nationalpark Stora Sjöfallet | Gällivare     | Norrbottens län      |                |                 |                       | 67° 29′ N, 18° 21′ O |
|      | Njupeskär                    | Älvdalen      | Dalarnas län         | Njupån         | 93 m            | 70 m                  | 61° 38′ N, 12° 41′ O |
|      | Ristafallet                  | Åre           | Jämtlands län        | Åreälven       | 14 m            |                       | 63° 18′ N, 13° 20′ O |
|      | Silverfallen                 | Lerdala       | Västra Götalands län | Karlsfors      | 50 m            |                       | 58° 29′ N, 13° 44′ O |
|      | Silverfallet                 | Björkliden    | Norrbottens län      | Rakkasjokks    |                 |                       | 68° 24′ N, 18° 41′ O |
|      | Skäktefallet (Brudslöjan)    | Vänersborg    | Västra Götalands län |                |                 |                       | 58° 22′ N, 12° 24′ O |
|      | Storforsen                   | Bredsel       | Norrbottens län      | Pite Älv       | 60 m            |                       | 65° 51′ N, 20° 24′ O |
|      | Styggforsen                  | Boda          | Dalarnas län         |                | 36 m            |                       | 61° 0′ N, 15° 11′ O  |
|      | Tjuvforsen                   | Sveg          | Jämtlands län        | Ljusnan        |                 |                       | 62° 1′ N, 14° 16′ O  |
|      | Trangforsen                  | Boden         | Norrbottens län      | Pite Älv       |                 |                       | 65° 49′ N, 21° 37′ O |
|      | Trollforsen                  | Moskosel      | Norrbottens län      | Pite Älv       |                 |                       | 66° 0′ N, 19° 14′ O  |
|      | Trollhättefallen             | Trollhättan   | Västra Götalands län | Göta älv       | 32 m            |                       | 58° 16′ N, 12° 16′ O |
|      | Tännforsen                   | Åre           | Jämtlands län        | Åreälven       | 37 m            |                       | 63° 26′ N, 12° 44′ O |
|      | Västanåfallet                | Viksjö        | Västernorrlands län  | Eksjöån        | 90 m            |                       | 62° 46′ N, 17° 25′ O |